# Fago filamentoso

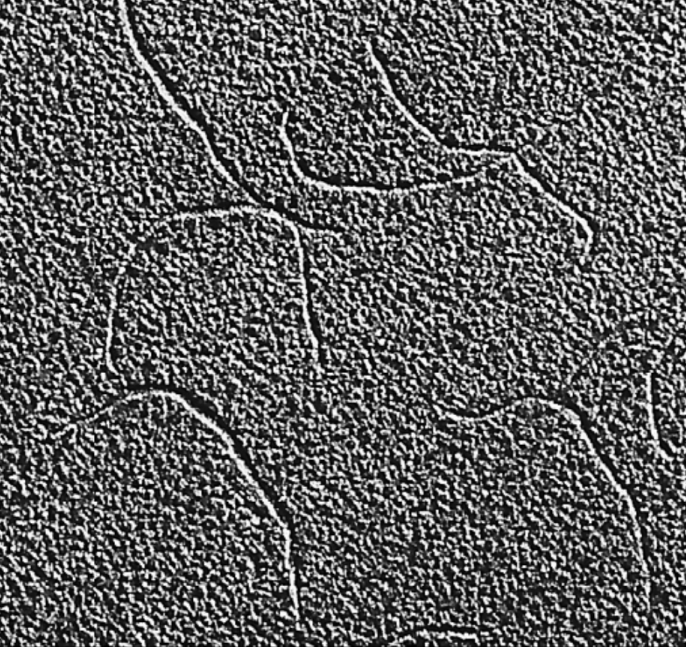
Bacteriófago filamentoso (Inovirus), sombreado en una cuadrícula de microscopio electrónico

Un fago filamentoso es un tipo de bacteriófago que tiene la forma de una barra filamentosa. Los  fagos filamentosos por lo general contienen un genoma de una sola hebra de ADN y son capaces de infectar tanto bacterias gram-negativas como gram-positivas. Los fagos filamentosos se clasifican en el reino Loebvirae.

## Los tipos de fagos filamentosos
- Fagos Ff - estos infectan al E. coli que llevan el episoma F.
  - Bacteriófago M13
  - Fago F1
  - Fago Fd
  - Fago Ike
- Fago N1